# Gustav Kampendonk
Gustav Kampendonk (30 mai 1909 – 29 juin 1966) est un scénariste allemand. Il a écrit les scénarios de plus de 80 films entre 1939 et 1966.

## Filmographie
- 1939 : Drei Väter um Anna
- 1941 : La Belle Diplomate (Frauen sind doch bessere Diplomaten) de Georg Jacoby
- 1944 : Das Hochzeitshotel
- 1948 : Morituri
- 1950 : Nur eine Nacht (1950)
- 1950 : Das Mädchen aus der Südsee (1950)
- 1950 : La Femme de la nuit dernière (1950)
- 1951 : Rêves mortels (1951)
- 1951 : La Beauté mène la danse (1951)
- 1952 : J'ai perdu mon cœur à Heidelberg (Ich hab' mein Herz in Heidelberg verloren) d'Ernst Neubach
- 1953 : Damenwahl
- 1954 : Boulevard des plaisirs
- 1955 : Le Chemin du paradis (Die Drei von der Tankstelle)
- 1955 : Amour, tango, mandoline (Liebe ist ja nur ein Märchen
- 1955 : Das fröhliche Dorf
- 1957 : Le Petit homme de la tour (Vater sein dagegen sehr)
- 1958 : Peter Foss, le voleur de millions (Peter Voss, der Millionendieb) de Wolfgang Becker
- 1958 : Das gab's nur einmal
- 1959 : Drillinge an Bord
- 1959 : Freddy, die Gitarre und das Meer
- 1959 : Peter Voss – der Held des Tages
- 1959 : La Paloma
- 1959 : Natürlich die Autofahrer
- 1960 : Freddy und die Melodie der Nacht
- 1960 : Le Vengeur défie Scotland Yard (Der Rächer)
- 1961 : Ramona
- 1961 : Robert und Bertram
- 1961 : Adieu, Lebewohl, Goodbye
- 1962 : Muß i denn zum Städtele hinaus
- 1963 : La Marraine de Charley (Charleys Tante)
- 1964 : Freddy und das Lied der Prärie
- 1964 : Les Aventuriers de la jungle